# Украинка (Никольский район)
Украинка (укр. Українка) — село на Украине, находится в Никольском районе Донецкой области.
Код КОАТУУ — 1421785007. Население по переписи 2001 года составляет 27 человек. Почтовый индекс — 87022. Телефонный код — 6246.

## Адрес местного совета
87022, Донецкая область, Никольский р-н, с. Новокрасновка, ул. Мира, 40, 2-36-31